# 横山昭男
横山 昭男（よこやま あきお、1930年10月16日 - 2022年11月30日）は、日本の歴史学者、山形大学名誉教授。日本近世史（藩政史・交通史）専攻。

## 来歴
山形県北村山郡大石田町生まれ。1960年東北大学大学院文学研究科修士課程修了。山形大学助教授、教授、1996年定年退官、名誉教授。1981年「近世河川水運史の研究 最上川水運の歴史的展開を中心として」で東北大学より文学博士。
2022年11月30日、老衰のため山形市の病院で死去、92歳。

## 著書
- 『上杉鷹山』吉川弘文館 1968 人物叢書
- 『近世河川水運史の研究 最上川水運の歴史的展開を中心として』吉川弘文館 1980
- 『近世地域史の諸相』上 中央書院 1993
- 『最上川舟運と山形文化』東北出版企画 2006
- 『山形藩 羽州の雄、最上義光。のち幾度も大名家交替。商都は栄え、地場産業の伝統は今に伝わる。』現代書館 2007 シリーズ藩物語
- 『山形県の明治・大正・昭和 近現代の歩みと地方自治』みちのく書房 2011
- 『近世最上川水運と西廻航路－幕藩領における廻米輸送の研究－』吉川弘文館 2020

## 編共著
- 『山形県の歴史』誉田慶恩共著 山川出版社 1970 県史シリーズ
- 『上杉鷹山のすべて』編 新人物往来社 1989
- 『図説日本の歴史 6 図説山形県の歴史』責任編集 河出書房新社 1996
- 『図説上杉謙信と上杉鷹山』花ケ前盛明共著 河出書房新社 1999 ふくろうの本
- 『最上川と羽州浜街道』編 吉川弘文館 2001 街道の日本史
- 『図説村山の歴史』監修 郷土出版社 2003 山形県の歴史シリーズ
- 『東南村山今昔写真帖 保存版』監修 郷土出版社 2005
- 『定本直江兼続 戦国の世に咲いたナンバー2の美学』花ヶ前盛明共監修 郷土出版社 2010

## 参考
- 山形県の歴史（第2版） - 紀伊國屋書店BookWeb